# Sarabanda

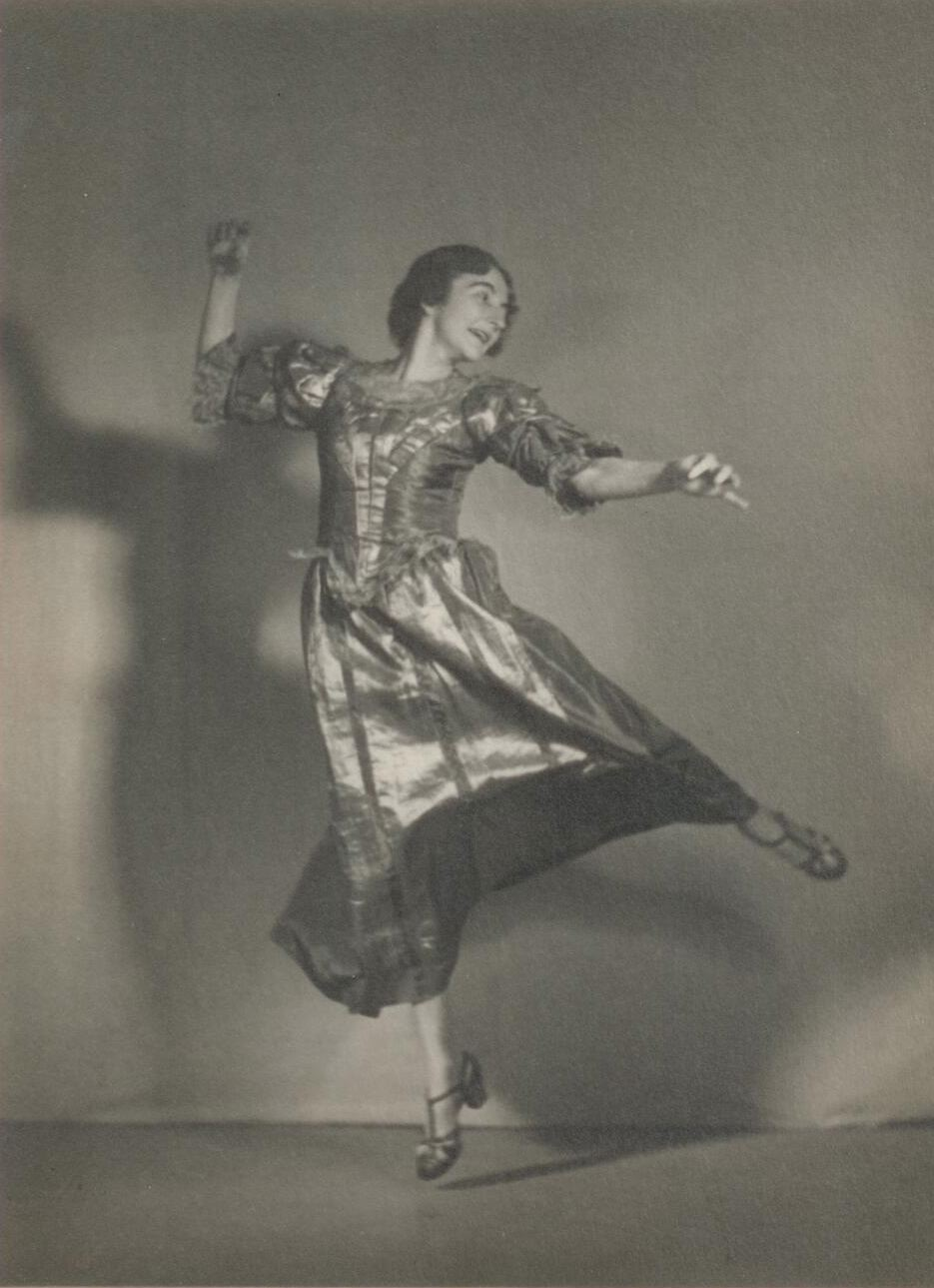
Dona ballant una sarabanda

La sarabanda és un dels balls de la belle danse o dansa barroca. A partir del segle xix passa a ser considerada com un dels precedents dels balls de saló. També es diu així la música instrumental barroca amb què es ballava aquesta, que és un dels moviments estàndards -juntament amb l'allemande, la courante i la giga- de la sèrie de músiques per ballar dansa barroca.

## Etimologia i traduccions

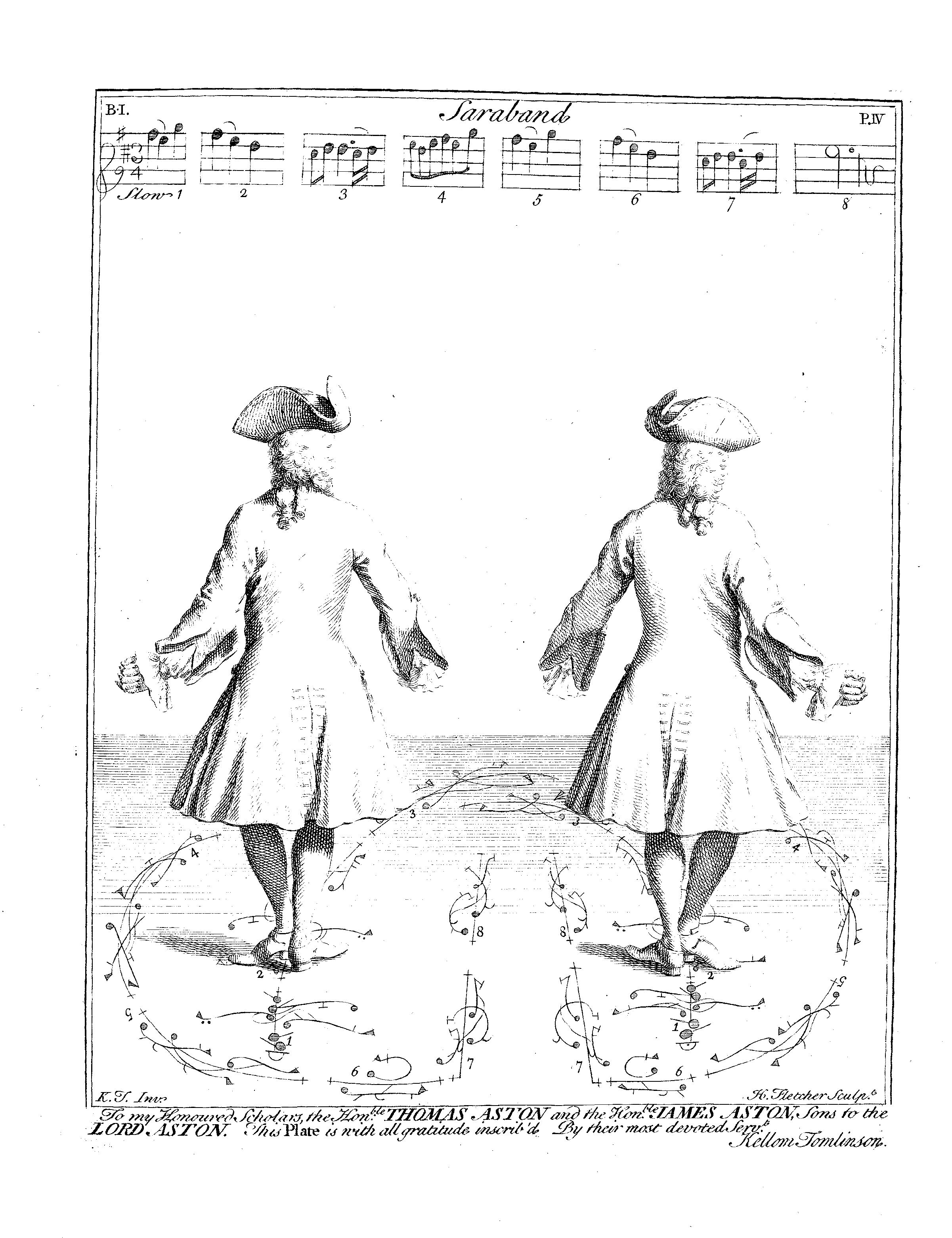
Sarabanda descrita pas a pas a la partitura musical

La paraula catalana "sarabanda" prové del francès sarabande, que es va adaptar del castellà zarabanda, que al seu torn té origen en el mot persa sarband, que significa "turbant".
La nomenclatura francesa sarabande també es va emprar a Alemanya i, a vegades, a Anglaterra, però es preferia la de sarabanda. Els italians també preferien sarabanda, i en castellà, zarabanda.

## Música
L'origen de la música d'aquesta dansa és al segle xvi com una dansa cantada a Iberoamèrica i Espanya. Arribà a Itàlia a començaments del segle xvii com a part del repertori de guitarra espanyola de cinc ordres. Durant la primera meitat del segle es van desenvolupar diferents tipus de sarabanda a França i a Itàlia, primerament basats en patrons harmònics i més tard en característiques de ritme i tempo. Finalment n'emergiren dos tipus, un de ràpid i un de lent; el primer es va preferir a Itàlia, Anglaterra i Espanya, i l'altre, a França i Alemanya.

### De 1540 fins vers 1640
La primera referència literària a la sarabanda prové d'Amèrica Llatina, i apareix en un poema de Fernando Guzmán Mexía que es conserva en un manuscrit de Panamà (1539).
El 1569 es va interpretar una sarabanda amb text de Pedro de Trejo a Mèxic, i Diego Durán esmentà aquesta dansa a la seva Historia de las Indias de Nueva España (1579). El 1583 fou prohibida a Espanya per la seva exagerada obscenitat, però les referències literàries a ella continuaren durant els primers anys del segle xvii en obres d'autors com Cervantes i Lope de Vega. Des de ca. 1580 fins a 1610 sembla que va ser la més popular de totes les enèrgiques danses i balls espanyols, tot i que finalment va ser superada en popularitat per la xacona en companyia de la qual s'esmenta ben sovint. La dansa s'acompanyava amb la guitarra, castanyoles i possiblement altres instruments de percussió, i amb un text amb tornada.

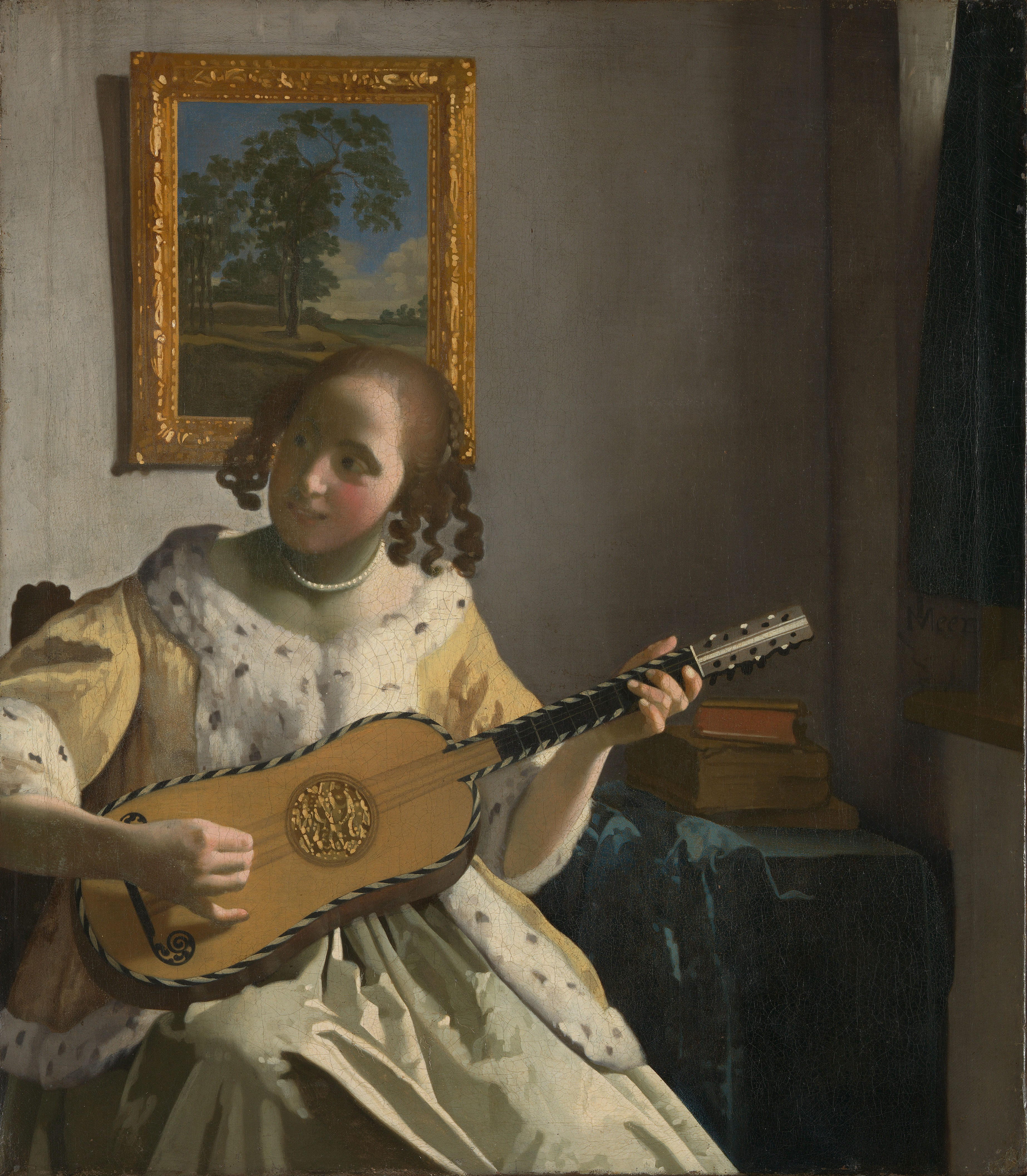
La guitarrista, per Jan Vermeer van Delft (abans de 1670) on es pot veure una guitarra barroca

La majoria dels exemples que han sobreviscut de sarabandes estan escrits en tabulatura italiana per a guitarra espanyola. El primer és a la Nuova inventione d'intavolatura de Girolamo Montesardo, i mostra una reconstrucció de l'esquema musical que s'hauria repetit per a cada línia del text, alternant-los amb anacrusi i sense. El pentagrama superior mostra el patró melòdic que s'hauria anat variant, i el de baix, els acords triades, indicant la direcció amb què s'ha de moure la mà en cada cas. El text de la tornada prové d'un exemple del Metodo mui facilissimo de Luis de Briçeño (Paris, 1626). La seqüència harmònica I-IV-I-V era una característica constant de la sarabanda primerenca i també es pot trobar en els llibres de guitarra posteriors, com ara els de Benedetto Sanseverino, G.A. Colonna (1620), Fabrizio Costanzo (1627), G.P. Foscarini (1629) i Antonio Carbonchi (1640 i 1643) així com en obres per a guitarra de compositors espanyols com Lucas Ruiz de Ribayaz (1677). Tot i que sembla que la dansa, a Itàlia, s'interpretava sense text, el seu esquema musical a vegades s'indicava bo i cantant un text en vers.
Tot i que la repetició d'una sola frase era el més usual a Itàlia, també es donava ocasionalment l'estructura en dues frases com es pot veure en exemples de Briçeño, Gaspar Sanz (1674) i Ruiz de Ribayaz (1677), mentre que a l'Aria di saravanda in varie partite, per a llaüt, de Piccinini (1623) hi ha un esquema també de dues frases, però diferent: la primera frase no té hemiolia, i la segona comença amb un acord menor sobre el sisè grau. A Itàlia, ambdós esquemes es coneixen amb el nom de zarabanda spagnola per diferenciar-la d'altres tipus que s'estaven desenvolupant arreu.
A França, habitualment, no tenia text. La seva estructura musical, com la d'altres danses barroques franceses, tenia dues (o a voltes més) seccions repetides d'una durada variable. Aparegué d'hora del segle xvii al ballet de cour, tal com indica Michael Praetorius al seu Terpsichore (1612) que inclou exemples d'ambdós tipus de sarabanda, una feta amb seccions repetides, i l'altra no estructurada en seccions.
Vers el 1620 apareixia en llibres de guitarra d'Espanya i Itàlia un nou tipus de sarabanda anomenada zarabanda francese. El nom sembla referir-se al tipus de dansa sense text i amb estructura en seccions. Una d'aquestes, de G.A. Colonna, té un esquema harmònic amb paral·lels en altres autors, però marca que cal repetir la segona secció.
El Metodo mui facilissimo de Briçeño inclou una çaravanda françesa y buena sense text a més d'exemples espanyols amb text. A diferència de l'original espanyola, la zarabanda francese dels italians podia estar en qualsevol mode. Les que estaven en menor tendien a seguir una seqüència acordal que posteriorment s'associà a la folia:
i–V–i–(VI)–VII–III–(VI–VII–III)–VII–i–V–(i)
(Els acords entre parèntesis indiquen els que s'afegeixen a vegades; majúscules i minúscules indiquen -respectivament- si l'acord és major o menor).
Tres o cinc dels acords inicials (i–V–i o i–V–i–VII–III) podien aparèixer a la primera frase, i tot l'esquema sencer tant es podia donar un cop (amb la primera meitat acabant en III) com dues (amb una cadència V-I). Però després de 1650, la 'zarabanda francese' rarament va tenir cap esquema harmònic en particular.

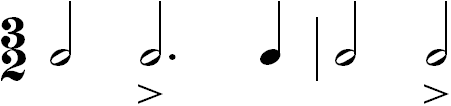
Ritme que ja era habitual per a la sarabanda a la primera meitat del segle XVII

A la dècada de 1630, el ritme va començar a esdevenir una característica important i identificable de la sarabanda. Les de François de Chancy, Jacques de Belleville, T. Chevallier i Bouvier recollides a la Tablature de luth de differens autheurs, de Pierre Ballard (Paris, 1631) ja emfasitza el ritme que li serà més habitual: negra / negra amb punt / corxera // negra / negra (vegeu la partitura adjunta). El mateix ritme també apareix a l'Harmonie universelle de Mersenne (1636). Però aquí també hi apareix el ritme negra / negra / negra //negra amb punt / corxera / negra que també apareix en una sarabanda per a trompeta i baix continude Girolamo Fantini (1638). Aquest l'anota en 3/8 i no pas en el més habitual 3/4, possiblement per indicar un tempo més ràpid que no pas els dels saltarellos i les gallardes que anota en 3/2, o les seves correntes que escriu en 3/4 o en 6/4. El mateix ritme també apareix en sarabandes italianes posteriors per a guitarra (incorporant tant notes simples com acords). Bononcini, l'any 1671, utilitzava el ritme que figura a la partitura adjunta en una peça per a violí i baix continu que titulà Sarabanda in stil francese, i el segon dels ritmes indicats, en una peça titulada Sarabanda. La primera l'escriu en 3/4 i la segona en 6/4, suggerint que el primer ritme era el preferit dels francesos i implicava un tempo més lent i tres accents per compàs, mentre que l'altre era més propi d'Itàlia, demanava un tempo més ràpid i un compàs compost, amb un sol accent en cada grup de tres temps.
Així, sembla haver-hi hagut una preferència particularment forta entre els compositors francesos de música per a llaüt i per a arpa per un tipus de dansa amb un tempo deliberadament cada vegada més lent, en la qual (igual com passa amb les versions franceses de l'allemande i de la courante) les possibilitats idiomàtiques i contrapuntístiques d'aquests instruments haurien pogut ser explotades al màxim.

### La sarabanda entre ca. 1640 i el final del període barroc
Sarabanda d'El Burgès gentilhome, de Jean-Baptiste Lully (?·pàg.)

#### Itàlia, Espanya i Anglaterra
Les sarabandes italianes apareixen sobretot en la música per a guitarra sola i en música de cambra amb baix continu. La majoria de les escrites per a guitarra entre 1640 i 1692 utilitzaven el segon dels ritmes descrits; es troba en obres de G.P. Foscarini (ca. 1640), Antonio Carbonchi, A.M. Bartolotti (1640), Domenico Pellegrini (1650) i G.B. Granata (1651). Corbetta empra els dos ritmes descrits en els seus Varii capricii per la ghittara spagnuola. En la seva obra del 1671 dedicada al rei Carles II d'Anglaterra hi ha dues sarabandes amb negra amb punt al segon temps escrites en 3/2, una de les quals té text francès i italià.
Les sarabandes per a guitarra sovint s'ajuntaven amb altres danses. Al llibre de Bartolotti (111640) va precedida per una allemande i dues correntes. En l'obra de Corbetta apareix la successió allemanda-corrente-sarabanda. G.B. Granata (Nuova scielta di capricci armonici, 1651) i Ludovico Roncalli (1692) hi posen, al davant, un preludio o una toccata, i a vegades hi afegeix altres danses. Ricci, més conservador, el 1677 encara només hi indicava acords, i indicava que a les courantes, les sarabandes i les xacones s'havia de tocar ràpid.
En la música italiana de grup s'expliciten més els tempos. El tipus preferit, més ràpid i amb el segon esquema ritmic, acostuma a marcar-se 'allegro' o 'presto' en obres de P.C.C. Albergati (1682), Domenico Gabrielli (1684), Torelli (1686), Salvatore Mazzella (1689), Giorgio Buoni (1693), i G.B. Brevi (1693). B.G. Laurenti (1691) and T.A. Vitali (1701) les marquen 'largo', Vivaldi en té una en 'andante', i Corelli empra el 'vivace', ladagio' i el 'largo'. En aquestes fonts sovint les danses s'agrupen, iniciant-se amb una allemande o un balletto (a vegades precedits per un moviment introductori, i seguida d'una courante, una giga o ambdues, per acabar amb la sarabanda. La sarabanda italiana freqüentment té dues seccions de llargada variable. Buoni, el 1693, per exemple, repeteix la melodia inicial al final de la segona secció creant una forma binària amb tornada.
La sarabanda s'esmenta a Anglaterra ja el 1616 en obres per al teatre de Ben Jonson. Cap a mitjan segle xvii en van començar a aparèixer nombrosos exemples, sovint com a moviment final de les suites. Així es troba en obres de William Lawes, John Jenkins, Matthew Locke, Charles Coleman, Simon Ives, Mace, Blow, Purcell, Croft i altres. Mace (Musick's Monument, Londres, 1676) deia que la sarabanda era en el ternari més ràpid, cosa que correspon al suggeriment de Ricci per al tempo de la sarabanda italiana. Però el tipus francès més lent també es popularitzà a Anglaterra, potser introduït pel guitarrista italià Corbetta, que era a França el 1656 i Anglaterra el 1662. Una de les seves sarabandes va tenir un paper destacat en una aventura escandalosa i era sabut que tots els guitarristes a la cort anglesa la tocaven. Un manuscrit anglès de música per a tecla de finals del període barroc inclou unes quantes sarabandes titulades 'slow sar.'. Tomlinson (The Art of Dancing, Londres, 1735) mostra una sarabanda 'lenta' en 3/4 i una altra 'molt lenta' en 3/2. El diccionari de Grassineau (1640) descriu el seu tempo com a lent i seriós.
A les fonts espanyoles, les sarabandes no abunden. Gaspar Sanz i Lucas Ruiz de Ribayaz continuaren la tradició guitarrística fent servir el títol de 'Sarabanda francese' probablement per siginificar el mateix que els guitarristes italians. La influència francesa es mostra en ul peça per a tecla 'Zarabanda francesa despacio' de la col·lecció de Martí i Coll; de manera semblant, Santiago de Murcia (1714) titulava com a 'Zarabanda despacio' una sarabanda per a guitarra.

#### França i Alemanya
La majoria de les sarabandes franceses i alemanyes de mitjan i finals del període barroc apareixen com una de les danses que constitueixen les suites per a un instrument solista, com el clavecí o el llaüt, i a les suites per a conjunts instrumentals amb continu. Es caracteritzen per un caràcter intens i seriós, tot i que algunes són tendres o gracioses, sempre en compàs ternari, tempo lent i un fort sentit d'equilibri basat en frases de quatre compassos. L'estructura més comuna és en dues seccions repetides (AABB) tot i que també es troba la forma variacions i el rondó, sovint amb les represes ornamentades. És freqüent la repetició -estricta o no- dels quatre darrers compassos. El ritme sincopat que apareix a l'exemple en partitura que figura més amunt sovint s'usa buscant efectes dramàtics. Algunes són anacrúsiques, però són una minoria.
Diversos autors francesos compongueren sarabandes per a llaüt (Ennemond and Denis Gaultier; Jacques Gallot), clavecí (Pinel, René Mesangeau, Chambonnières, Louis Couperin, Lebègue, D'Anglebert, Louis Marchand, François Couperin, Jean-Philippe Rameau), viola de gamba (Marin Marais) i guitarra (Visée, François Campion). D'altra banda, també apareixen sovint en ballets i òperes (Jean-Baptiste Lully, Lalande, Collasse, Lacoste, Campra, Destouches i Jean-Philippe Rameau). També es conserven 27 peces posteriors a 1700 amb indicacions coreogràfiques per a un o dos balladors amb acompanyament orquestral per a una interpretació teatral, i amb un acompanyament amb menys instruments quan es tracta d'un ball de societat. Igualment van escriure sarabandes com a música vocal. A vegades també es combinen amb altres aires de dansa semblants com els canarios, la xacona, el passacaille i la folia. Un tractat alemany de dansa (Gottfried Taubert, 'Rechtschaffener Tanzmeister', Leipzig, 1717) descrivia la melodia de la folia com 'la més famosa de les melodies de sarabanda'.
Johann Sebastian Bach va escriure més sarabandes que cap altre tipus de dansa. Totes les seves 39 sarabandes conservades són composicions virtuosístiques dins de suites a solo per a clavecí, violoncel, flauta travessera, violí i llaüt, a més de les que apareixen a la suite orquestral en si bemoll BWV 1067. Despleguen una gran varietat de tècniques i estils, incloent doubles amb l'ornamentació escrita, variacions, floritures a l'estil italià de caràcter dramàtics i molt elaborades, altres en un estil molt greu, o fins i tot en forma de cànon estricte. El seu lloc habitual és després de la courante i abans de la giga, tot i que entre la sarabanda i la giga sovint apareixen altres danses com la gavota, la bourrée o altres. A vegades apareixen, tot i que sense títol, en altres obres com al preludi coral AnWasserflüssen Babylon, a l'ària de les Variacions Goldberg, i al cor final de la Passió segons Sant Mateu.
 Sarabanda de la partita per a flauta sola, de Johann Sebastian Bach (?·pàg.)
 Sarabande de la suite en mi menor BWV 996, per a llaüt sol, de Johann Sebastian Bach (?·pàg.)
 Sarabande de la suite número 3, en do menor, per a violoncel sol, de Johann Sebastian Bach (?·pàg.)
 Sarabande de la 'suite anglesa' nñumero 3, en sol menor, de Johann Sebastian Bach (?·pàg.)
Altres autors de sarabandes a solo són J.E. Kindermann, J.C. Kerll, Froberger, J.C. Pezel, Dietrich Buxtehude, Hieronymus Gradenthaler, Jakob Scheiffelhut, R.I. Mayr, J.J. Walther, Böhm, Johann Pachelbel, Kuhnau, Reincken, Johann Christian Bach, Telemann i Haendel. Entre els que n'escrigueren per a conjunt hi ha G. Muffat, J.C.F. Fischer, Telemann (Música aquàtica) i Erlebach.
La sarabanda de Georg Friedrich Händel (Suite per a clave, número 4, HWV 437, 1706) és, probablement, la més popular de totes, sobretot des que va ser emprada a la banda sonora del film Barry Lyndon, de Stanley Kubrick.
 Sarabande de la Suite en concert, número de catàleg TWV55d6, en re major, de Telemann (?·pàg.)

### La sarabanda als seglesxixixx
Georges Auber n'inclou una a la seva òpera Les Diamants de la couronne (1841). A finals del segle xix i principis del XX, en el context del neoclassicisme, va recuperar una certa popularitat i apareix en obres per a piano de Debussy, Erik Satie, Ferruccio Busoni, Camille Saint-Saëns Reynaldo Hahn, Albert Roussel, Germaine Tailleferre, Henry Brant i Michael Tippett. A Catalunya, l'usa Isaac Albéniz a la seva '2ème Suite ancienne', Op. 64, com a primer moviment.